# 卢卡·兰巴尔迪
卢卡·兰巴尔迪（義大利語：Luca Rambaldi，1994年12月9日—），意大利男子赛艇运动员。他曾代表意大利参加世界赛艇锦标赛，获得一枚金牌和二枚铜牌。他也曾参加2020年夏季奥林匹克运动会。